# 장기 기억
장기 기억(long-term memory, LTM)은 오랫동안 기억되는 기억이다. 반대말로는 단기 기억(short-term memory)이 있다. 장기 기억은 명시적 기억(explicit memory)과 암묵적 기억(implicit memory)으로 나눈다.

## 역사
도널드 올딩 헤브는 맥길대학교 심리학과 학과장으로 재직 중이던 1949년 장기기억과 단기기억의 핵심 차이에 관한 가설을 제시했다. 장기기억에는 뉴런들이 연결되면서 물리적 변화가 발생하나, 단기기억은 그렇지 않을 것이라는 주장이었다. 헵이 제시한 신경망 모델은 기억이라는 손에 잡히지 않을 듯한 영역을 뇌 안의 물리적 변화와 연결, 심리학과 생물학의 접점을 만들었다.
맥길대학교 교수 브렌다 밀너는 1950년대에 환자 HM의 사례를 통해 단기기억과 장기기억의 차이점을 임상적으로 최초로 구분하게 되었다. 그녀는 이해능력과 서술기억간의 관계와 관련한 해마의 기능 연구에 매우 큰 공헌을 하였다. 

## 분류

### 명시적 기억
명시적 기억(explicit memory)에는 일화 기억(episodic memory)과 의미 기억(semantic memory)이 있다.

### 암묵적 기억
암묵적 기억(implicit memory)에는 절차 기억(procedural memory)과 정서 기억(emotional memory)이 있다.

## 같이 보기
- 작업기억